# Картер, Алан
Алан Картер (англ. Alan Carter; 24 декабря 1920, Лондон, Великобритания — 30 июня 2009, Борнмут, Великобритания) — английский танцовщик, балетмейстер и педагог.

## Биография
Родился 24 декабря 1920 года в Лондоне, Великобритания.
Учился в СССР у Серафимы Астафьевой и Николая Легата.
С 1938 по 1940 годы в труппе балета «Сэдлерс-Уэллс». В 1946 году поставил в театре «Сэдлерс-Уэллс» балет «Улов».
С 1947 по 1956 года в качестве балетмейстера и танцовщика снялся в фильмах «Красные башмачки», «Сказки Гофмана», «Приглашение к танцу».
С 1948 года руководил театром «Saint James' Ballet» (Лондон).
C 1954 по 1959 годы ставил балеты в Мюнхене; с 1965 по 1967 годы — в Вуппертале; с 1968 по 1970 годы — в Бордо; с 1971 по 1972 годы — в Финском национальном балете в Хельсинки; с 1973 по 1975 годы — в Исландии.
С 1976 года — директор Школы «Элмсхёрст балле».
Исполнял партии: Мот («Карьера мота»), Арлекин («Карнавал»), Танго («Фасад»), Дидло («Наше зрелище» Бойса), Чёрный рыцарь («Шах и Мат»), Мазурка («Шопениана») и др.
Скончался 30 июня 2009 года в Борнмуте.

## Семья
- Жена — Джулия (Julia Murthwaite), преподаватель балета

## Фильмография
- 1948 — «Красные башмачки» / англ. The Red Shoes
- 1951 — «Сказки Гофмана» / англ. The Tales of Hoffmann
- 1956 — «Приглашение к танцу» / англ. Invitation to the Dance